# Лебединский, Нухим Григорьевич
Ну́хим Ге́ршевич (Наум Григорьевич) Лебеди́нский (нем. Nuchim Gregor Lebedinsky; 1888—1941) — швейцарский и латвийский зоолог и физиолог.

## Биография
Нухим Лебединский родился 21 марта 1888 года в городе Одессе в еврейской семье. Окончил коммерческое училище в Киеве, после чего уехал в Швейцарию, учился в Цюрихском университете. С 1913 года работал ассистентом в Институте зоологии Галле-Виттенбергского университета в германском городе Галле. С 1917 года преподавал в Базельском университете в Швейцарии, был адъюнктом, приват-доцентом. В 1921 году переехал в провозгласившую независимость Латвию, преподавал в Латвийском университете, был профессором зоологии. С 1922 по 1941 годы работал директором Института сравнительной анатомии и экспериментальной зоологии при Латвийском университете. С 1940 года руководил отделом гидробиологии в Риге.
Профессор Нухим Лебединский являлся автором более чем 60 научных работ. Получил известность своими научными работами в области омоложения организма. Защитил докторскую диссертацию (PhD в болонской системе) в Цюрихском университете по теме «Информация о морфологии и история развития лоханок птиц».
После немецкой оккупации Риги 14 июля 1941 года Лебединский как гражданин Швейцарии обратился с просьбой к немецкому командованию разрешить ему и его семье уехать в Швейцарию, но не сумел добиться своей экстрадиции. Во многих источниках указывается, что Лебединский, его жена и двое сыновей совершили коллективное самоубийство, приняв яд, в октябре 1941 года, не желая быть помещёнными в Рижское еврейское гетто, однако в ряде источников говорится о том, что самоубийство было несколько позже, уже в 1942 году.

## Сочинения
- Череп носорога Rhinoceros Antiquitatis из окрестностей деревни Борки Черниговской губернии // Записки Киевского общества естествоиспытателей. 1910. Т. 21.
- Lebedinsky Nuchim. Beiträge zur Morphologie und Entwicklungsgeschichte des Vogelbeckens // Jenaische Zeitschrift fur Naturwissenschaft. 1913. Bd. 50.
- Haecker G., Lebedinsky N. Uber die beschleunigende Wirkung geringer Strahldosierungen auf tierische Eier // Archiv fur mikroskopische Anatomie, 1914. [S.n., s.a.]
- Lebedinsky Nuchim. Untersuchungen zur Morphologie und Etwiklungsgeschichte des Unterkiefers der Vogel. Zugleich ein beitrag zu Kenntnis der Einflusses der Aussenwelt auf den Organismus // Revue suisse de Zoologie. 1918. Vol.26.
- Lebedinsky Noukhim. Sur un tetard de Rana temporaire bicephale. // Reunion bilogique de Lettonie. Riga, 1921.
- Lebedinsky N. Sur une nouvelle method pour etudier l`autodifferencation des extremites chez les amphibians // Societe de biologie de Lettonie. Riga, 1922.
- Lebedinsky N. G. Die isopotenz allgemein homologer Körperteile des Metazoenorganismus. 1925.
- Lebedinsky N. G. Romainvillia Stehlini n.g.n.sp. canard eocène provenant des marnes blanches du bassin de Paris. Genève: Muséum d’histoire naturelle, 1927.
- Lebedinsky N. Uber die Hautzeichnungen bei Vogeln und die evolutionstheoretische Bedeutung des Fehlens artspezifischer Zeichnungen in der verdeckten haut der Warmbluter. Berlin, 1929. 76 S.
- Lebedinsky N. G Darwins Theorie der geschlechtlichen Zuchtwahl im Lichte der heutigen Forschung: Zugleich eine Untersuchung über das «Manometerprinzip» der Sexualselektion. Гаага: Nijhoff, 1932. — 244 pp.
- Lebedinsky N. G. Five years experiences with a new Rejuvenation method. Riga, 1935. 11 p.